# Волянин, Адам
А́дам Стефан Воля́нин (англ. и пол. Adam Stefan Wolanin; 13 ноября 1919, Львов, Польша — 26 октября 1987, Парк-Ридж, Иллинойс) — польский и американский футболист, нападающий, участник чемпионата мира 1950 года.

## Карьера

### Клубная
Адам начал карьеру футболиста в первом дивизионе чемпионата Польши, играя за команду «Погонь» из родного города Львова. Вторжение Германии в Польшу в сентябре 1939 года вынудило его сменить как команду, так и место проживания. В 1941 году сыграл один матч в позже аннулированном чемпионате СССР за московский «Спартак», в котором вышел на замену. Во время войны был призван в Армию Андерса, в составе которой переброшен в Иран. К концу Второй мировой Адам сумел перебраться в Англию, где некоторое время выступал за «Блэкпул» в первом дивизионе английского чемпионата, после чего переехал в США. Там он остановился в Чикаго и стал играть за клубы «Чикаго Марунс» и «Иглз». В 1950 году он стал игроком «Чикаго Фэлконз», а в 1953 выиграл в составе клуба Кубок США.

### В сборной
Адам Волянин был вызван в сборную США для участия в чемпионате мира 1950 года. На его долю пришёлся лишь один-единственный матч — стартовая игра группового турнира против испанцев, в которой американцы уступили 1:3. В других играх чемпионата вместо него на поле выходил Эд Соуза. В 1976 году он был принят в Зал американской футбольной славы вместе с другими игроками сборной образца 1950 года в знак уважения за вклад, который игрок внёс в историю американского футбола.

## Смерть
Умер в 1987 году в Парк-Ридже, штат Иллинойс.

## Достижения
- Обладатель Кубка США: 1953
- Член Зала футбольной славы США: 1976